# سحاريات

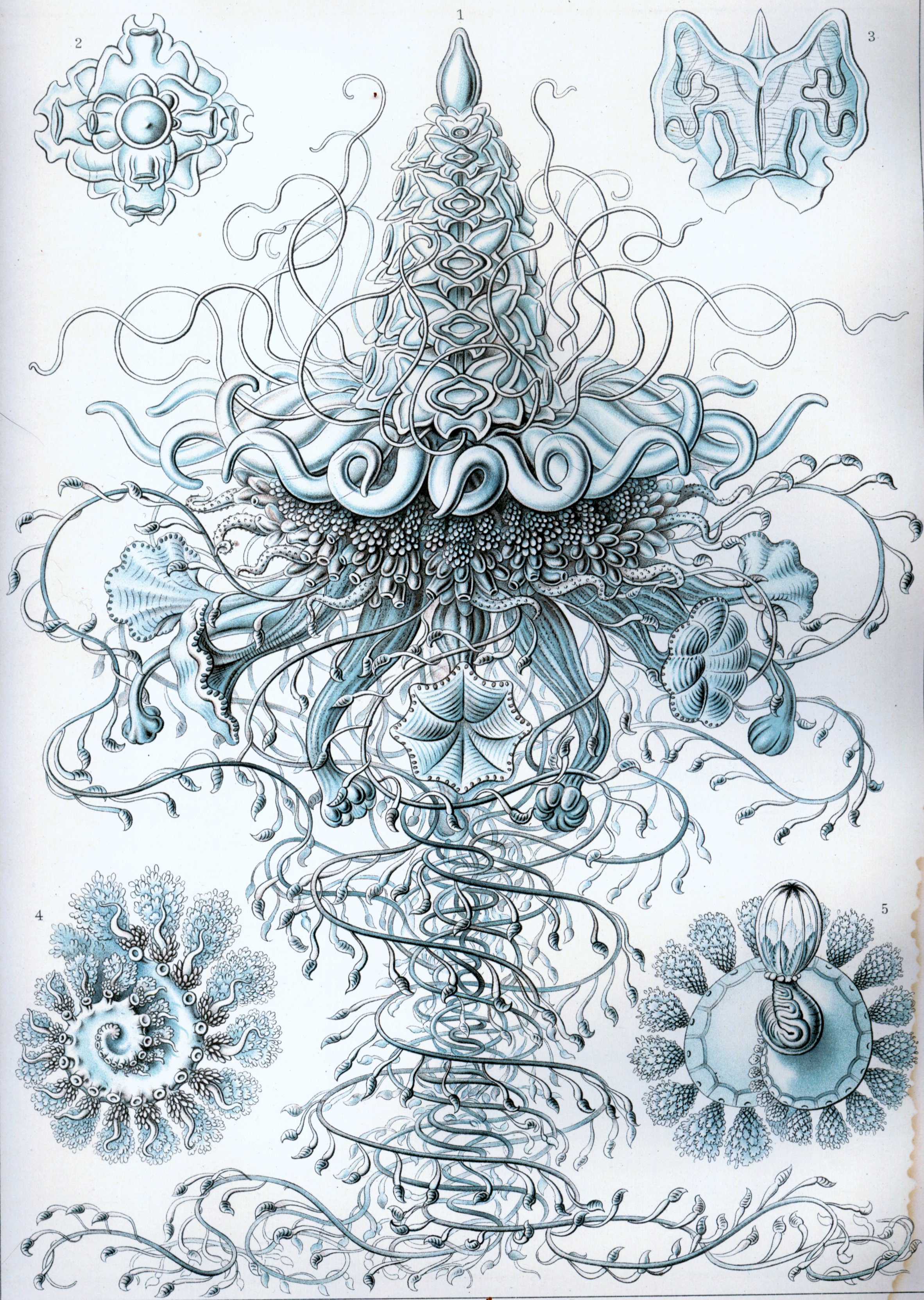
Aspects of Physophora hydrostatica (Physonectae: Physophoridae).
Plate 37 in Kunstformen der Natur بوساطة (Ernst Haeckel(1904

السَّحَّاريَّات وواحدها سحّاريّ (بالإنجليزية siphonophora أو siphonophorae وواحدها siphonophore هي طائفة من اللافقريات البحرية من رتبة الأبابيات من شعبة اللاسعات.
شكل السحّاريّ يوحي بأنه متعضي منفرد إلا أنه عبارة عن مستعمرة من عدة وحدات ، أغلب المستعمرات طائفات طويلة رفيعة وشفافة.
بعضها يشبه ظاهريا قناديل البحر ، أشهرها هو نوع خطير يعرف بالبارجة البرتغالية (Portuguese Man o' War) ، طول السحاريات يصل إلى 40 - 50 مترا
ونوع آخر من السحاريات يعرف ب(praya dubia) يعد من أطول الحيوانات بالعالم.

## معرض صور

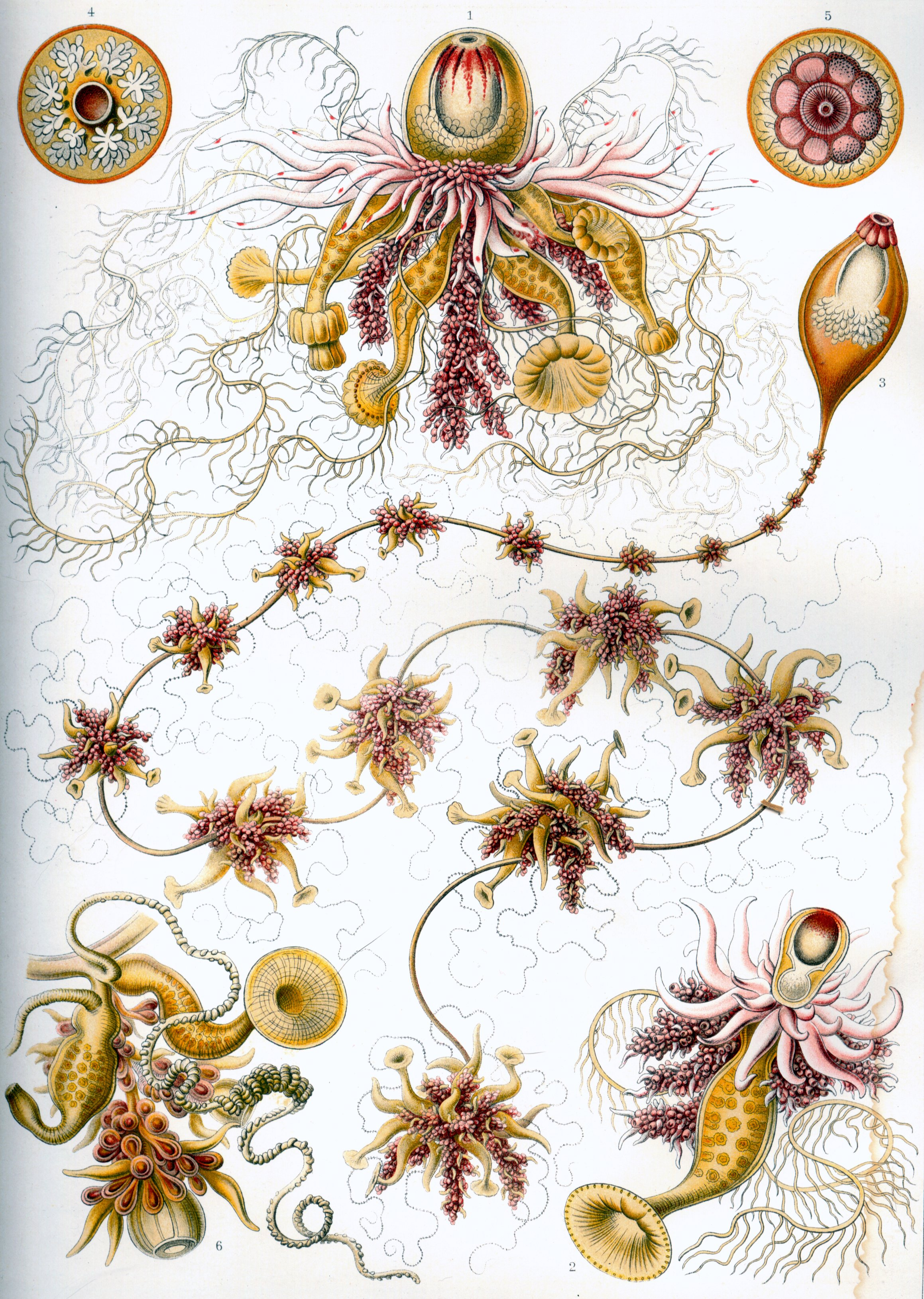
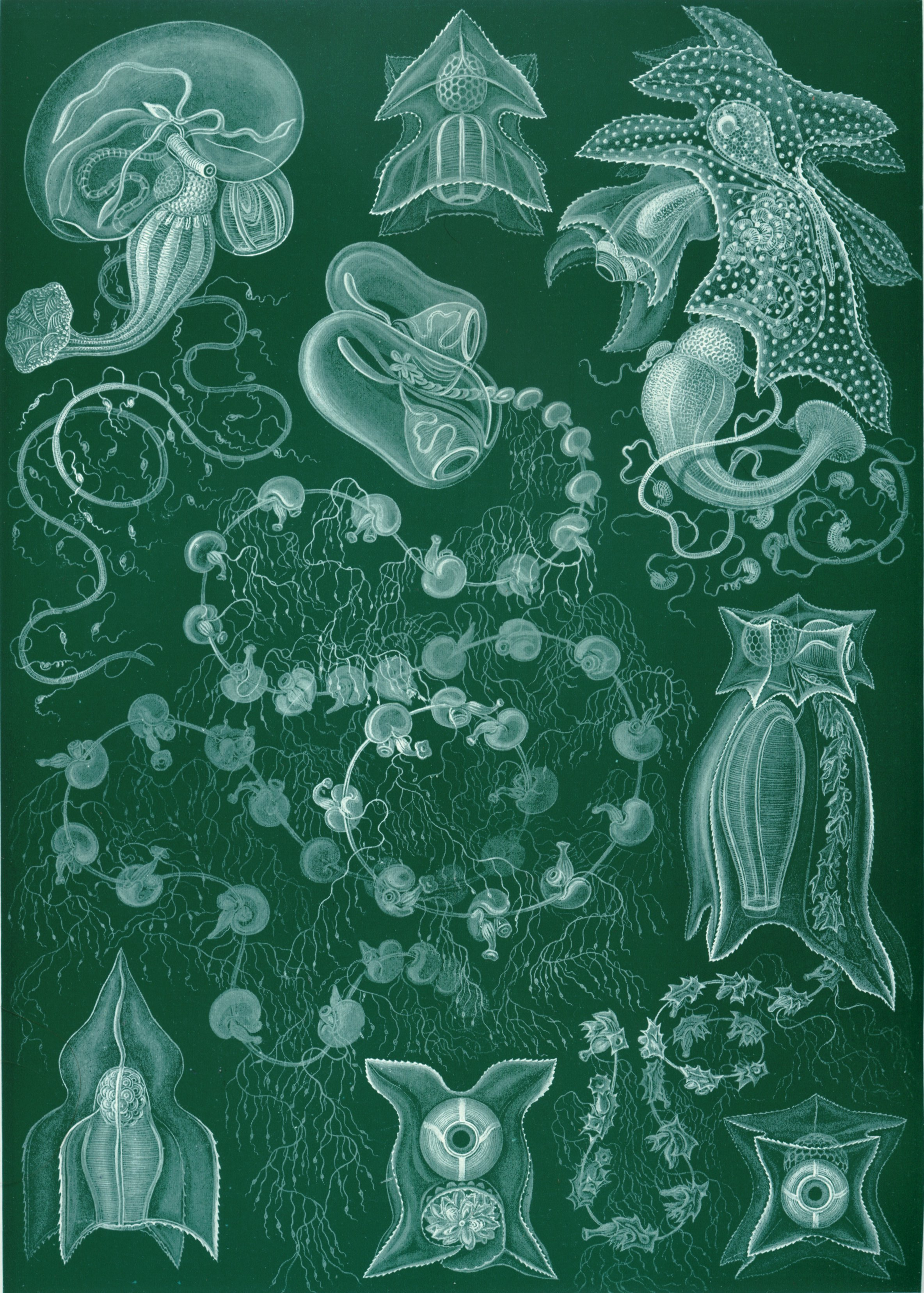
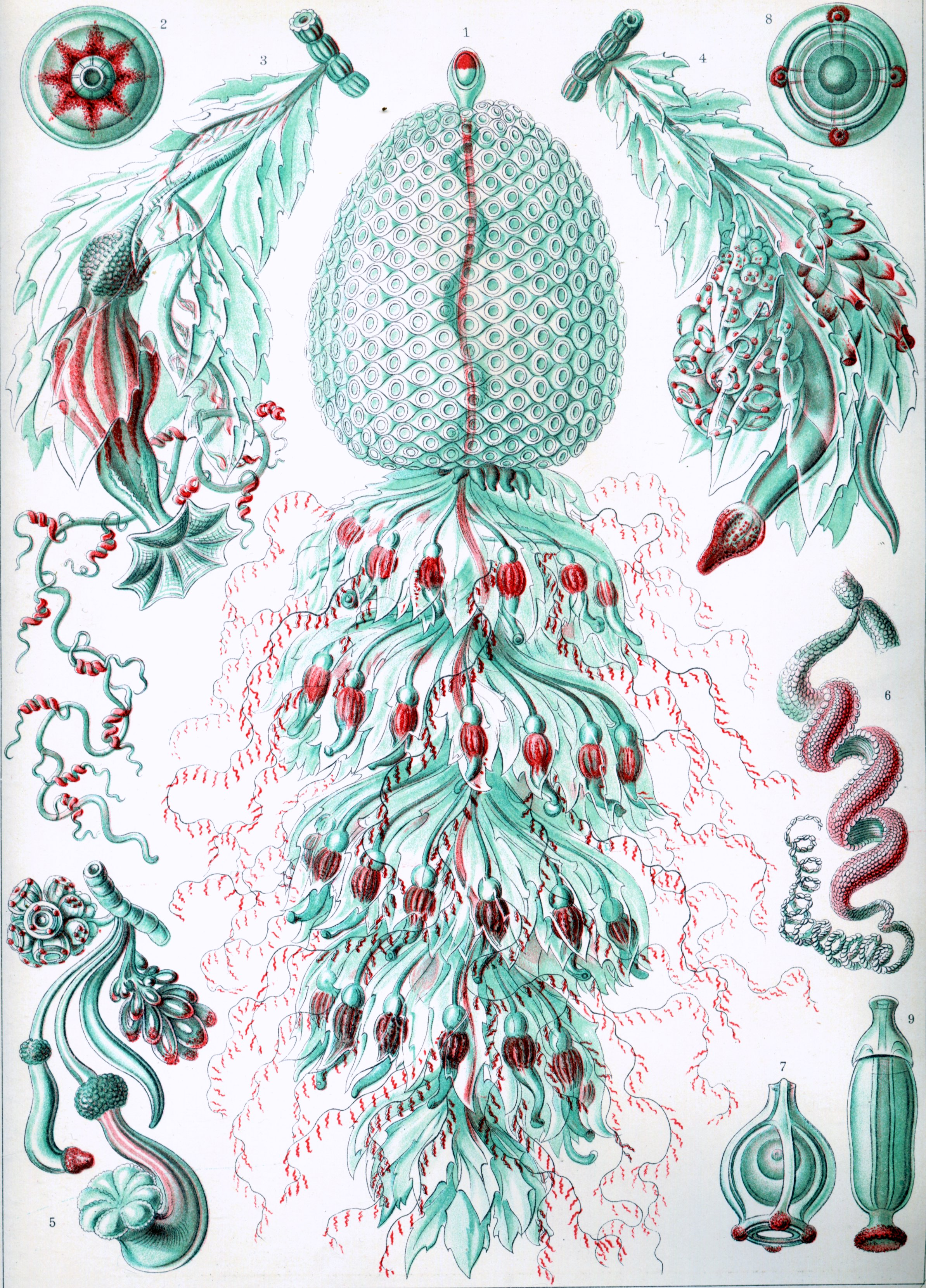